# علی کعبی
علی کعبی (انگلیسی: Ali Kaabi؛ زادهٔ ۱۵ نوامبر ۱۹۵۳) بازیکن سابق فوتبال اهل تونس است.
وی از سال ۱۹۷۳ تا ۱۹۸۲ در تیم ملی فوتبال تونس بازی انجام داده است و عضو این تیم در جام جهانی فوتبال ۱۹۷۸ بوده است.